# Ataenius liogaster
Ataenius liogaster är en skalbaggsart som beskrevs av Bates 1887. Ataenius liogaster ingår i släktet Ataenius och familjen Aphodiidae. Inga underarter finns listade.